# Scalable Link Interface
A Scalable Link Interface (röviden SLI) az a technológia melyet a 3dfx fejlesztett ki kettő videókártya összekapcsolására, számítási teljesítményük egyesítésére. Ezt fejlesztette tovább az nVIDIA.
A megoldás lehetővé teszi a grafikus teljesítmény drasztikus növelését, hiszen párhuzamos végrehajtásról és számításról van szó. Az SLI név eredetileg a 3dfx cég Scan-Line Interleave technológiára utalt, melyet 1998-ban mutattak be a Voodoo 2-es videókártyákban.